# Řečkovice i Mokrá Hora
Řečkovice i Mokrá Hora – historyczna gmina, dzielnica i gmina katastralna, a od 24 listopada 1990 pod nazwą Brno-Řečkovice i Mokrá Hora również część miasta w północnej części Brna, o powierzchni 756,86 ha.